# Samuel Gobat

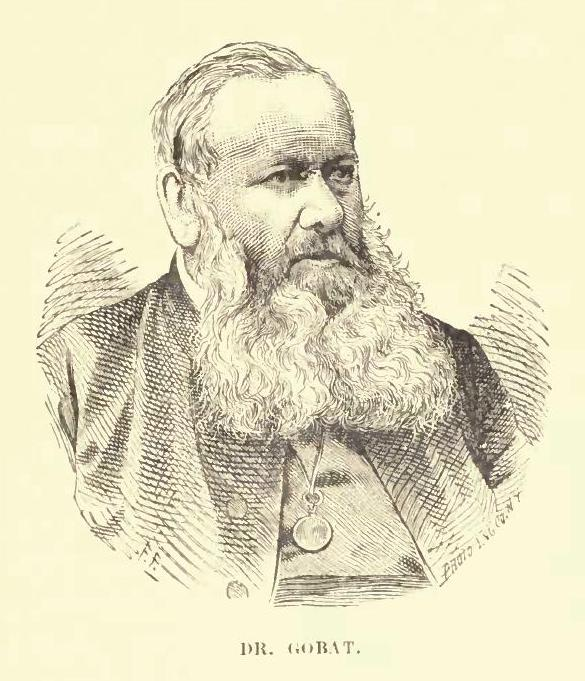
Samuel Gobat

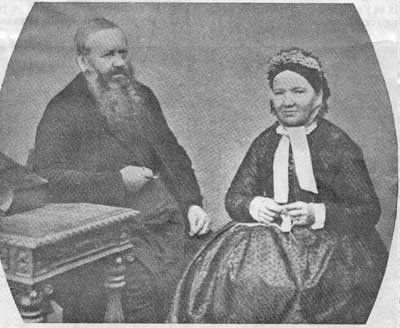
Das Ehepaar Gobat

Samuel Gobat (* 26. Januar 1799 in Crémines im Berner Jura; † 12. Mai 1879 in Jerusalem) war Missionar und evangelisch-anglikanischer Bischof von Jerusalem.

## Leben und Wirken
Samuel Gobat trat 1820 in das Missionshaus der Basler Mission ein. 1826 unternahm er seine erste Missionsreise im Dienst der Londoner Missionsgesellschaft. In der Folge verbrachte er drei Jahre in Kairo und drei weitere im abessinischen Hochland. 1832 kehrte er nach Europa zurück und heiratete 1834 Marie Zeller, die Tochter von Christian Heinrich Zeller. Aus der Ehe ging unter anderem die als Missionarin bekannt gewordene Tochter Dora Rappard hervor. Ein Neffe Gobats war der Friedensnobelpreisträger Charles Albert Gobat, seine Nichte Cécile-Henriette war mit dem Mediziner und Politiker Friedrich Abraham Stock verheiratet und ein Enkel des Verlegers Alfred Kober.
Von 1835 bis 1836 hielt Gobat sich wieder in Abessinien auf. 1837 und 1839 kurte er in Kreuznach, um eine chronische Dysenterie zu lindern. Anschliessend wurde er nach Malta gesandt, wo er mit einer Bibelübersetzung ins Arabische begann. 1846, fünf Jahre nachdem 1841 auf Anregung Friedrich Wilhelms IV. von Preussen das evangelische Bistum Jerusalem ins Leben gerufen worden war, wurde Gobat als Nachfolger des verstorbenen Michael Salomo Alexander zum zweiten Bischof der Stadt ernannt. In seiner Eigenschaft als Bischof gründete Gobat evangelische Gemeinden und Schulen, Waisen- und Krankenhäuser in Jerusalem, Bait Dschala (1850), Betlehem (1850), Jaffa, Nablus und Nazaret.
Sein Nachfolger wurde Joseph Barclay. Nach seinem Tod zerbrach 1886 das lutherisch-anglikanische Bündnis.